# Jakarta Challenger 1989
Il Jakarta Challenger 1989 è stato un torneo di tennis facente parte della categoria ATP Challenger Series nell'ambito dell'ATP Challenger Series 1989. Il torneo si è giocato a Giacarta in Indonesia dal 9 al 13 agosto 1989 su campi in cemento.

## Vincitori

### Singolare
Nick Brown ha battuto in finale  James Turner con il punteggio di 7–5, 6–4

### Doppio
Mihnea Năstase /  Brian Page hanno battuto in finale  Neil Borwick /  Steve Furlong con il punteggio di 3–6, 6–3, 7–6